# Бери-ан-Беарн
Бери́-ан-Беа́рн (фр. Beyrie-en-Béarn) — коммуна во Франции, находится в регионе Аквитания. Департамент — Атлантические Пиренеи. Входит в состав кантона Арти-э-Пеи-де-Субестр. Округ коммуны — По.
Код INSEE коммуны — 64121.

## География

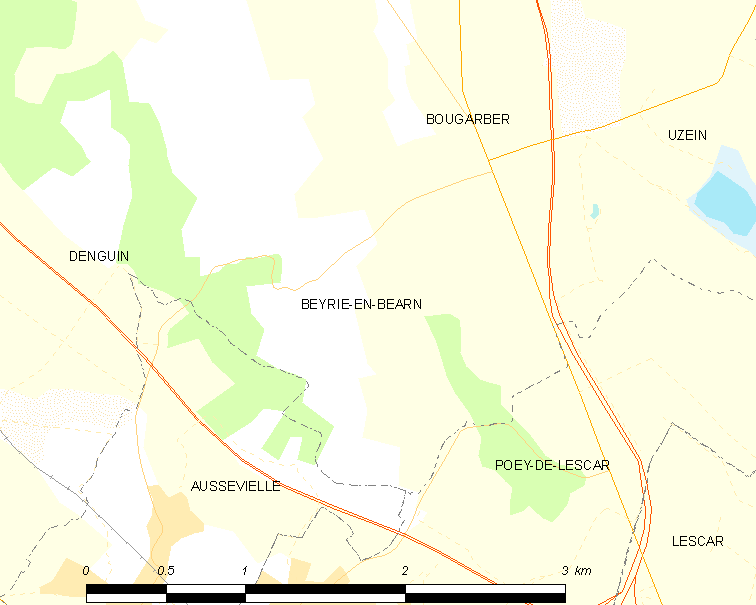
Карта коммуны

Коммуна расположена приблизительно в 650 км к югу от Парижа, в 165 км южнее Бордо, в 12 км к северо-западу от По.

### Климат
Климат тёплый океанический. Зима мягкая, средняя температура января — от +5°С до +13°С, температуры ниже −10 °C бывают редко. Снег выпадает около 15 дней в году с ноября по апрель. Максимальная температура летом порядка 20-30 °C, выше 35 °C бывает очень редко. Количество осадков высокое, порядка 1100 мм в год. Характерна безветренная погода, сильные ветры очень редки.

## Население
Население коммуны на 2010 год составляло 179 человек.
| 1962 | 1968 | 1975 | 1982 | 1990 | 1999 | 2010 |
| ---- | ---- | ---- | ---- | ---- | ---- | ---- |
| 101  | 109  | 108  | 97   | 82   | 131  | 179  |

## Администрация
| Период | Период | Фамилия        | Партия | Примечания |
| ------ | ------ | -------------- | ------ | ---------- |
| 1995   | 2001   | Виктор Кастень |        |            |
| 2001   | 2007   | Эрик де Базлер |        |            |
| 2007   | 2020   | Филипп Фор     |        |            |

## Экономика
В 2010 году среди 118 человек трудоспособного возраста (15-64 лет) 98 были экономически активными, 20 — неактивными (показатель активности — 83,1 %, в 1999 году было 80,2 %). Из 98 активных жителей работали 93 человека (48 мужчин и 45 женщин), безработных было 5 (3 мужчин и 2 женщины). Среди 20 неактивных 11 человек были учениками или студентами, 4 — пенсионерами, 5 были неактивными по другим причинам.

## Достопримечательности
- Церковь Нотр-Дам (1896 год)[4]